# 巴伊索
巴伊索（義大利語：Baiso），是意大利雷焦艾米利亚省的一个市镇。总面积75.27平方公里，人口3442人，人口密度45.7人/平方公里（2009年）。ISTAT代码为035003。